# Бергланд-Виттгенштайн
Бергланд-Виттгенштайн (нем. Bergland Wittgenstein) — природоохранная территория в природно-историческом регионе Виттгенштайнер-Ланд (район Зиген-Виттгенштайн, Северный Рейн-Вестфалия, Германия).

## География
Природоохранная территория занимает часть природно-территориального комплекса (ПТК) Цигенхелле в горном массиве Ротхаргебирге, ограниченная на северо-западе горной вершиной Цвиштберг (747 м над уровнем моря) и на юго-западе вершиной Хомбург (722 м).
Территория занимает площадь около 991 га, состоящая из трёх участков и поставлена под охрану закона в 2004 году под кодовым номером SI-089. Простирается к северо-востоку от центра города Бад-Берлебург и к юго-западу от Цюшена (часть города Винтерберг) в районе Хохзауэрланд. Автодорога государственного значения B 236 проходит к северо-западу от природоохранной территории, а дорога B 480 — к юго-западу.

## Природоохранные цели и задачи
К главным защитным функциям природоохранной территории относятся:
- Сохранение крупных массивов буковых лесов;
- Охрана естественных родников и берущих в них чало небольших водотоков от загрязнения в результате хозяйственной деятельности общества;
- В целом защита лиственных лесонасаждений и замена искусственных хвойных лесов на естественные лиственные;
- Сохранение естественных луговых горных растительных сообществ с допустимым использованием их в качестве экстенсивных пастбищных территорий;
- Сохранение местных эндемиков.

## Биотопы
На природоохранной территории выделено несколько различных биотопов:
- BK-4816-086. Гора Хомбург и её склоны на юге природоохранной территории вплоть до ручья Шварценау. Площадь биотопа 138,3 га. Здесь находится один из редких для горного массива Ротхаргебирге крупный буковый лес с почти сомкнутой кроной деревьев. На его верхнем восточном склоне на поверхность выходят скалы кварцитовых горных пород с крутыми рёбрами и склоновыми осыпями. На северо-западной окраине расположен небольшой заброшенный карьер с каменными стенами высотой 6-8 м. В тенистых и прохладных местах, особенно по впадинам, орошаемым весенними водотоками, к букам примешиваются платаны. Локально произрастают клёны. Старые древесные экземпляры густо покрыты лишайником.
- BK-4816-095. Отдельный участок в долинке ручья Дамбах южнее хутора Дамбах. Площадь биотопа 0.7 га. Здесь расположена глубокая впадина с лиственными одновозрастными деревьями ясеня и явора (клёна белого), окружённая хвойным древостоем. Вдоль ручья и вверх по склонам долины расстилается плотный ковровый покров Лунной фиалки.
- BK-4817-091. Небольшой пожарный пруд Уркопф (с окружающей береговой полосой) рядом с истоком ручья Шварценау. Площадь биотопа 0,2 га. Важность территории заключается в её земноводной фауне и в том, что это её единственный многолетний нерестовый бассейн в этом горном районе.
- BK-4916-090. Две параллельные долины ручьёв Большого и Малого Руссельбахов, впадающих с севера в Шварценау. Площадь биотопа 41 га. Территория занята лугами и пастбищами на бедных органикой почвах, но богатых травяными сообществами.
- BK-4916-135. Луг, называемый «Херренвизе» в долине Шварценау восточнее дома лесника «Крафтсхольц». Площадь биотопа 1,7 га. Имеет богатую видами (местами также богатую орхидеями) растительную мозаику на периодически влажных бедных питательными веществами пастбищах, включая высокотравные луговины из осоки и лабазника. По опушке отмечен лисохвост луговой. Восточный край биотопа ограничен ручьём с ольховником по берегам.
- BK-4916-095. Биотоп назван «Шварценауталь». Расположен вдоль водотока «Мариенвассер» на восточной окраине поселения Вемлингхаузен. Площадь биотопа 43,6 га. Нехарактерная для ручья широкая пойма (100 м) занята лугами с преобладание спорыша лугового. Часто встречаются обширные участки белокопытника и заросли канареечника.
- BK-4916-148. Биотоп назван «Экстенсиввайде Крафтсхольц». Расположен на южном склоне долины Шварценау и примыкает с юга к биотопу «Херренвизе». Площадь биотопа 1,4 га. Представляет собой свободный от древесной растительности склон, используемый под экстенсивный выпас скота. Характерным видом растительности этой территории является арника.
- BK-4916-904. Биотоп назван «Ауф дем Гебраннтен». Расположен в верховье ручья Гроссер Рюссельсбах. Площадь территории 1,3 га. Представляет собой можжевеловую пустошь. На окраинах находится молодой лиственный, в том числе и дубовый естественный древостой, а в центральной части — несколько берёз.
- BK-4816-0080. Самый крупный биотоп природоохранной территории площадью 684 га, расположенный в его северной части и включающий в себя гору Цвиштберг. Горные хребты поросли еловыми и буковыми лесами, долины долины ручьёв частично заняты пастбищами. Горные буковые естественные насаждения в крупном лесу Гиркхаузен представляют собой преимущественно возрастные леса с низкими и средними деревьями. Старых деревьев почти нет. В верховьях ручья Шварценау большая площадь занята ольховым влажным лесом. Лес Гиркхаузен является частью обширной, почти необитаемой и неразделённой лесной зоны между поселениями Халленберг и Гиркхаузен.

Виды биотопа BK-4816-0080
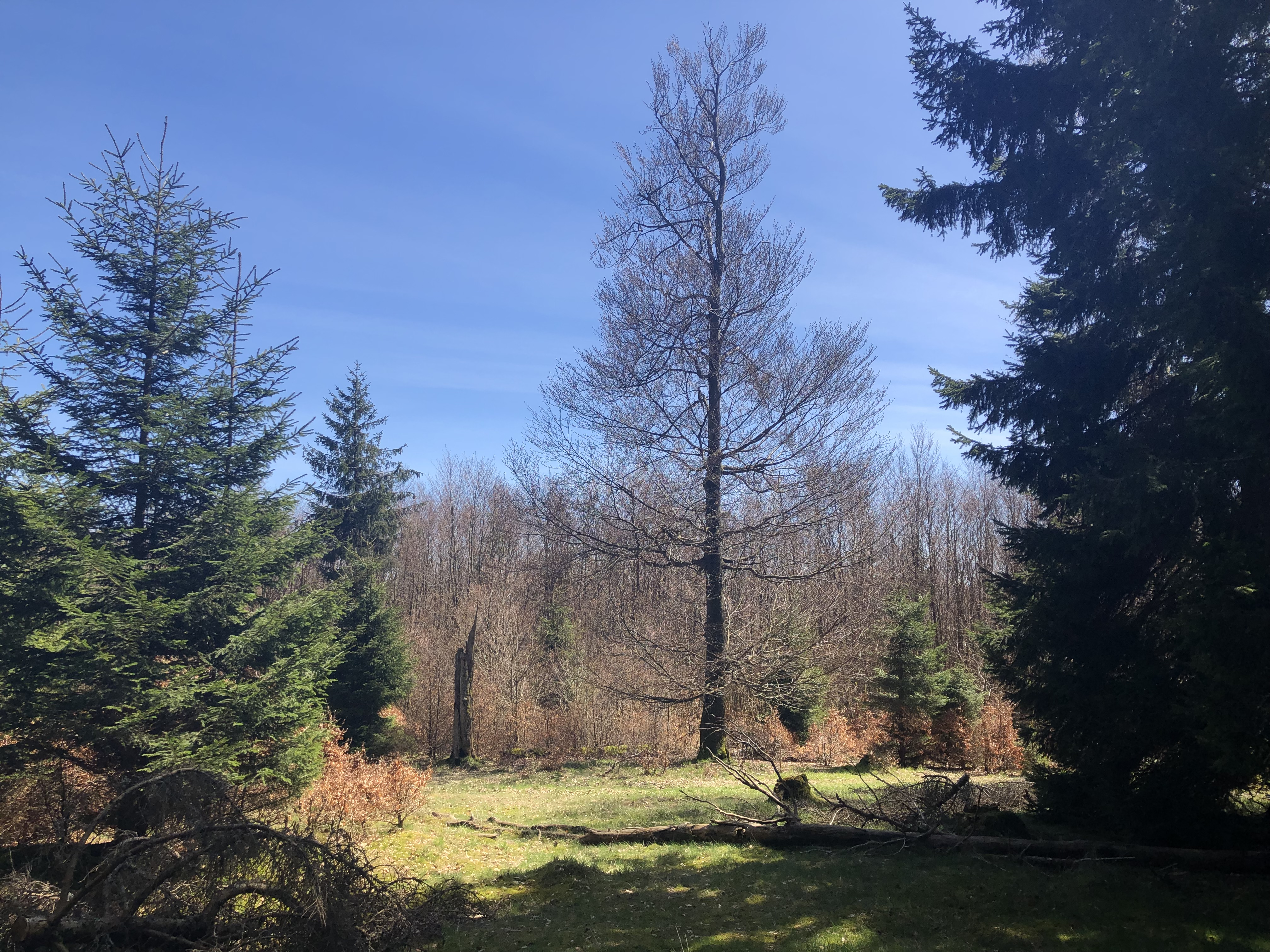
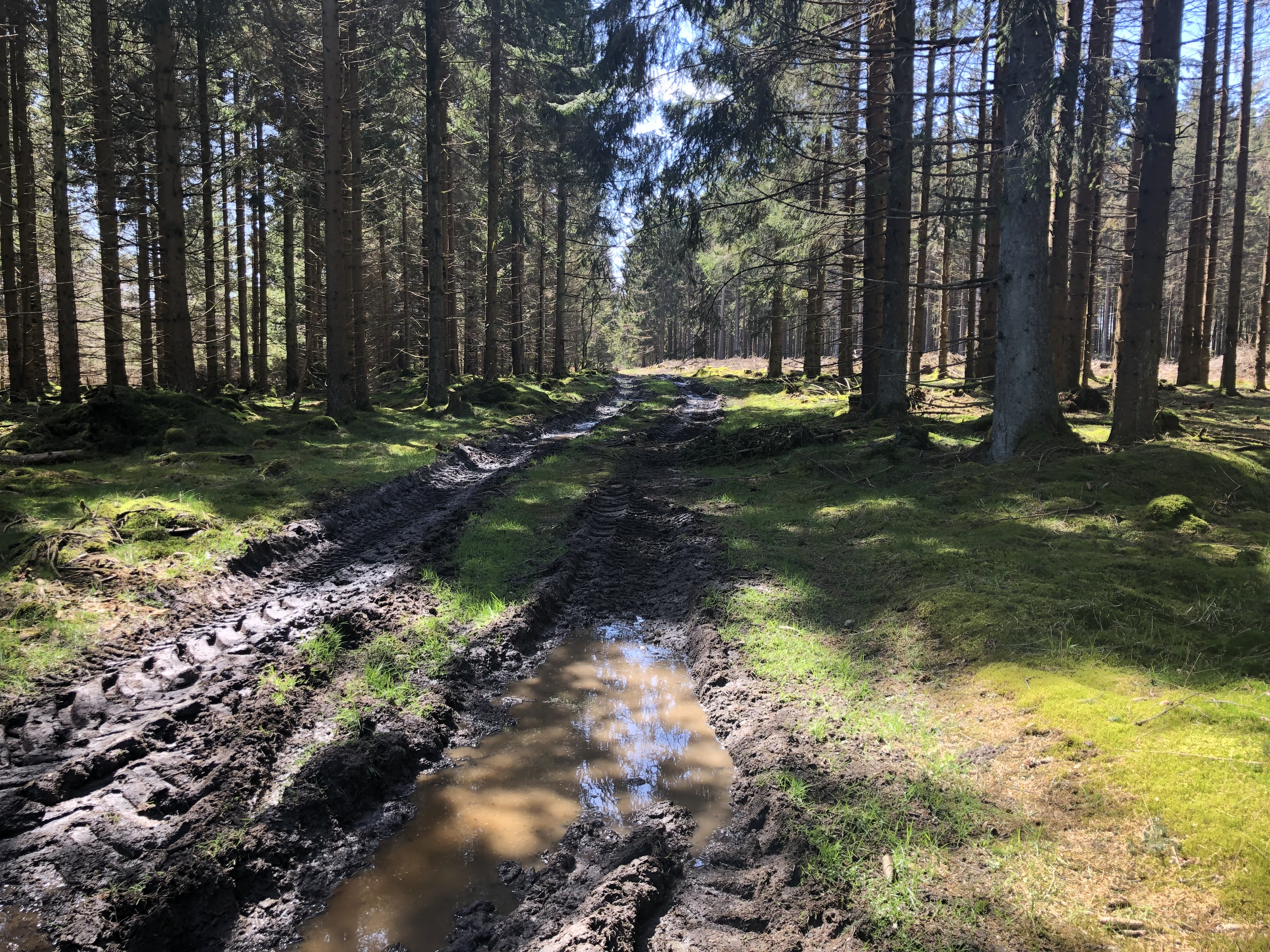
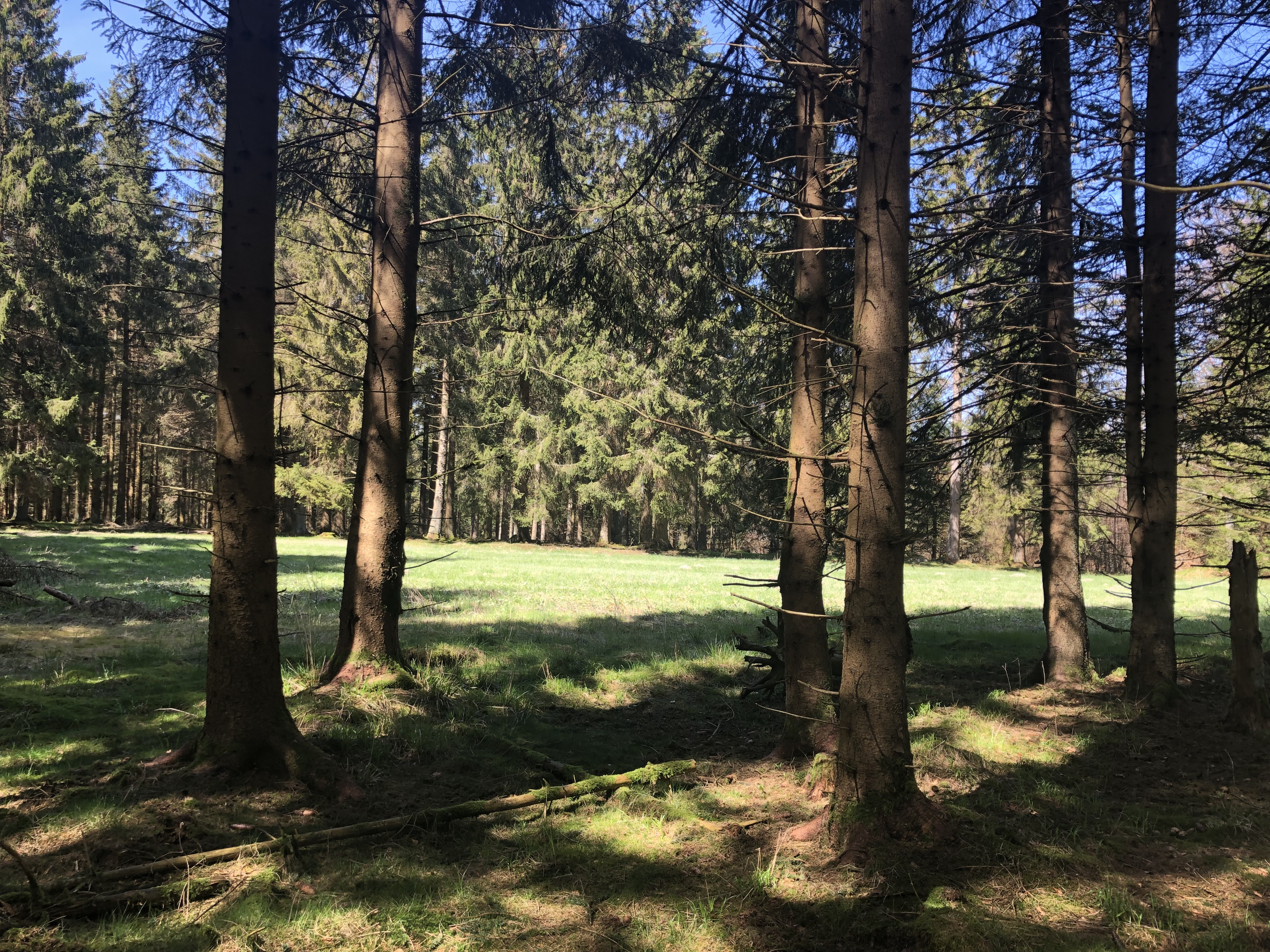
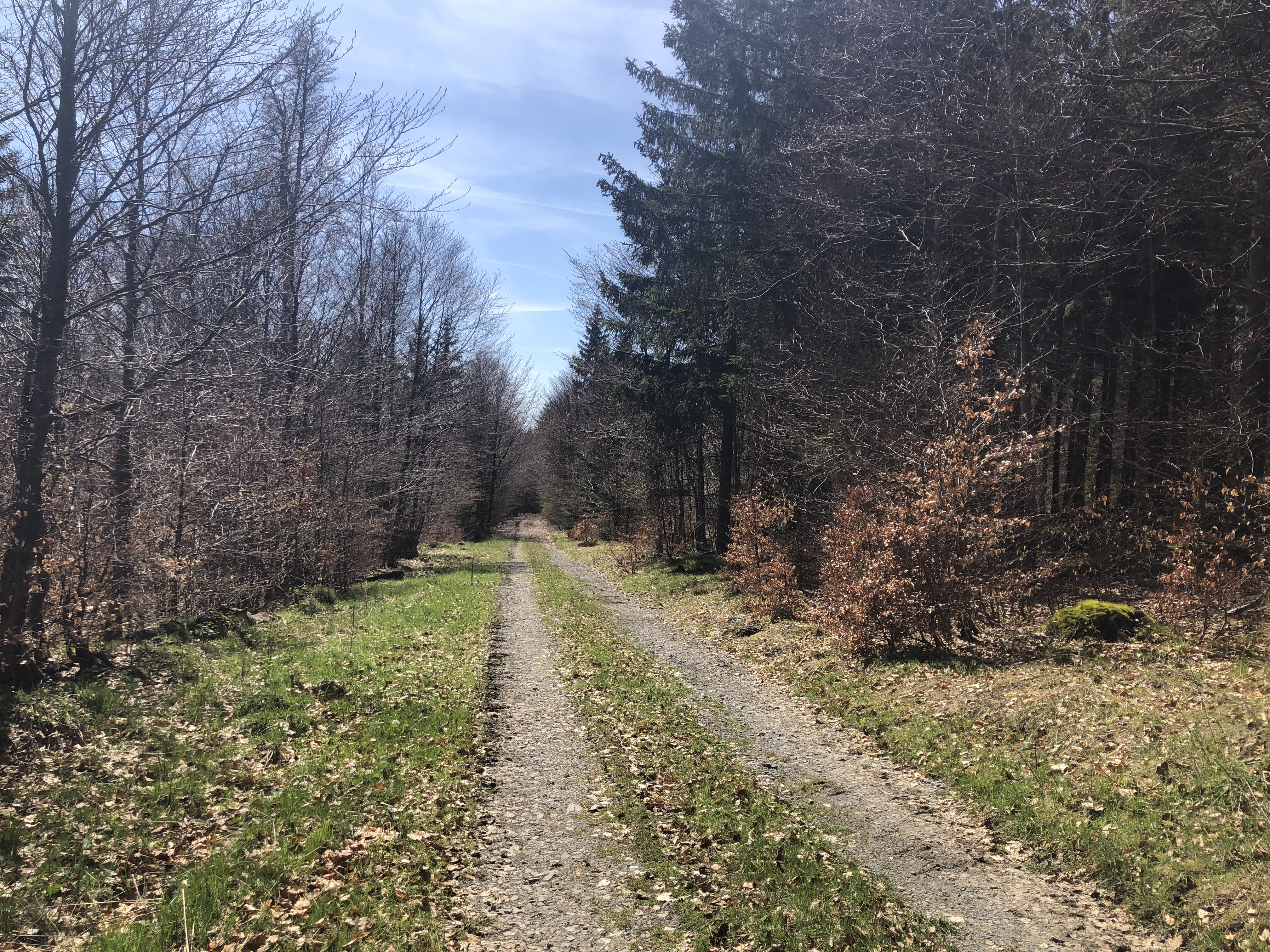
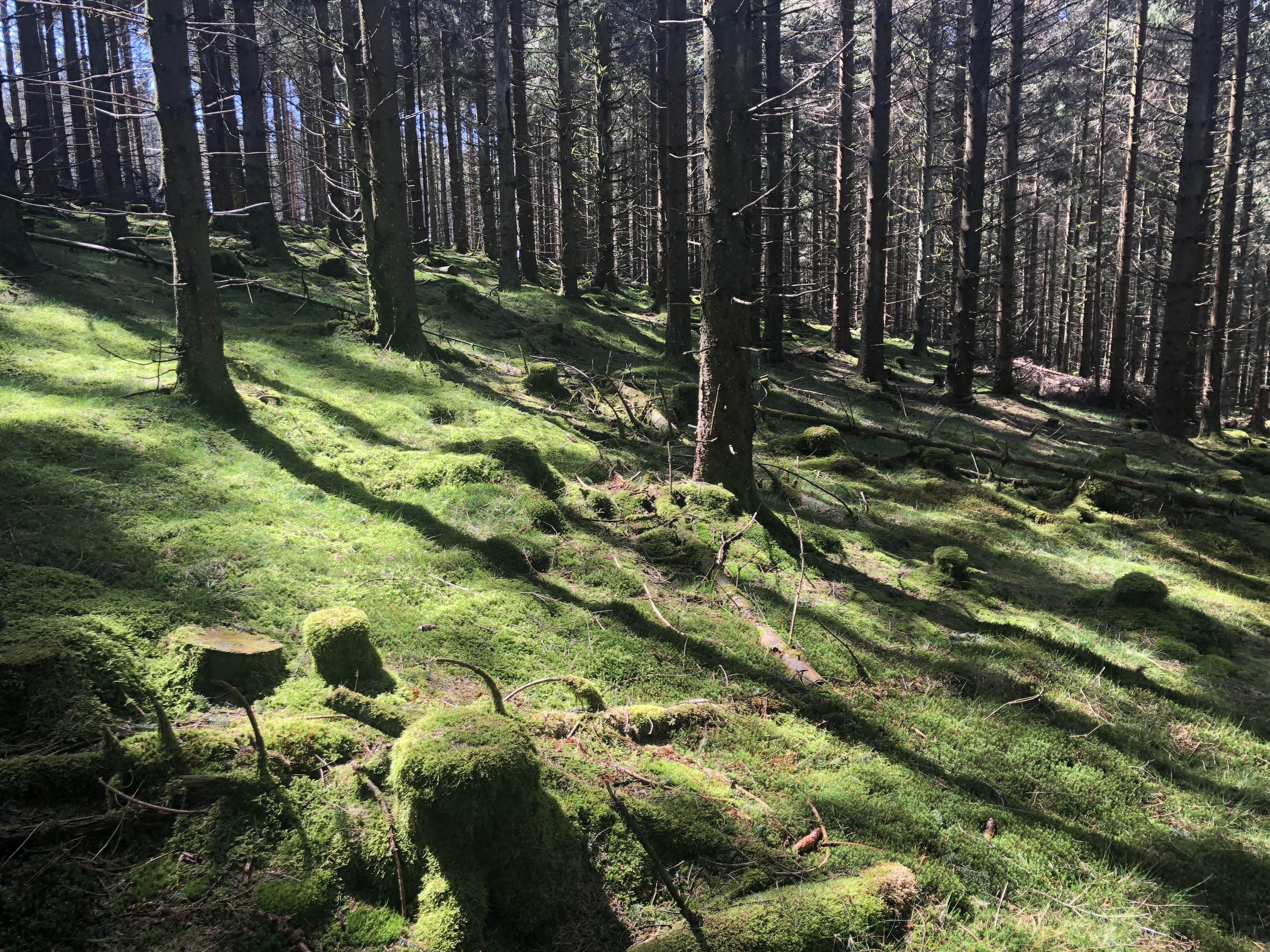
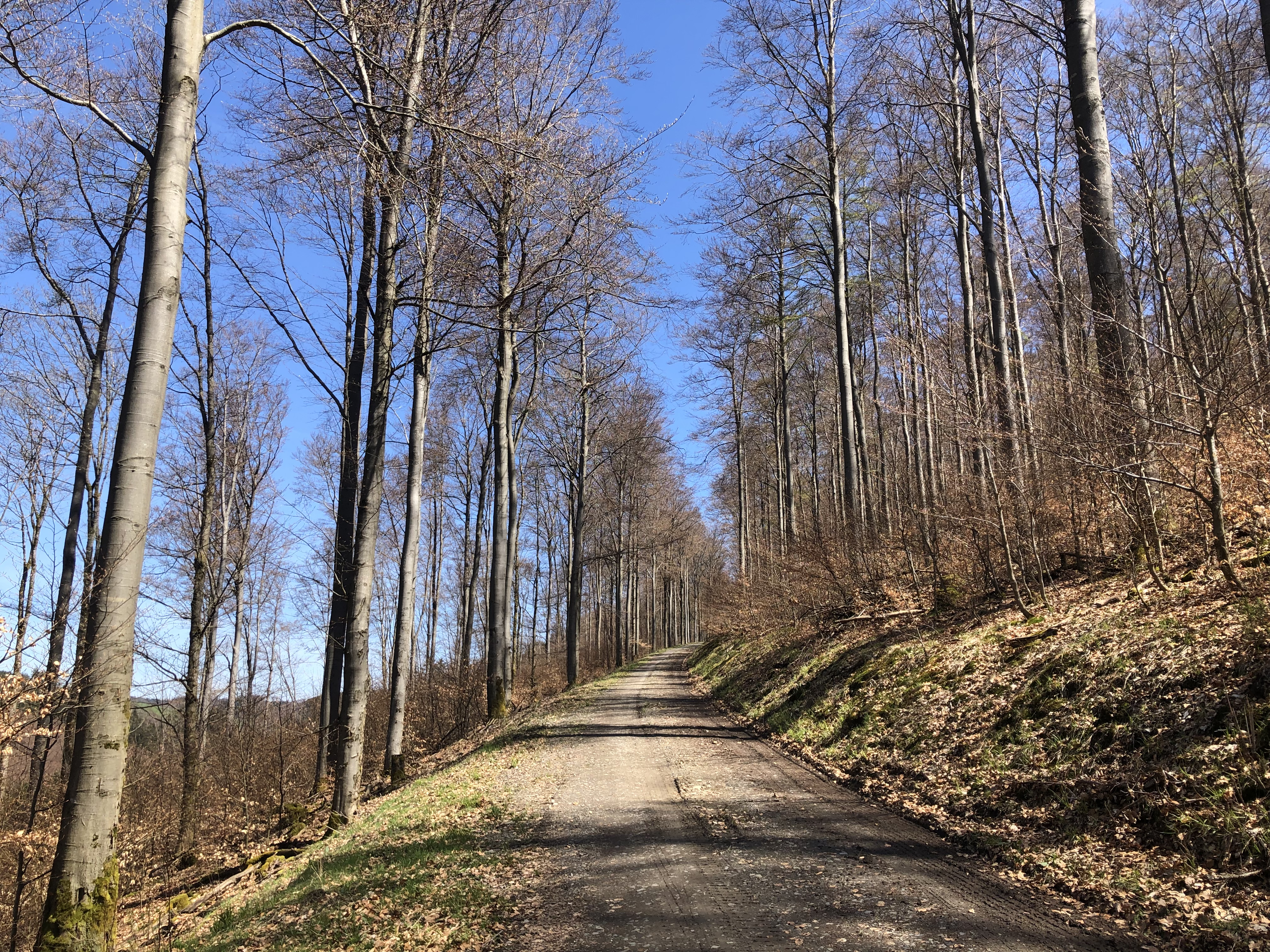
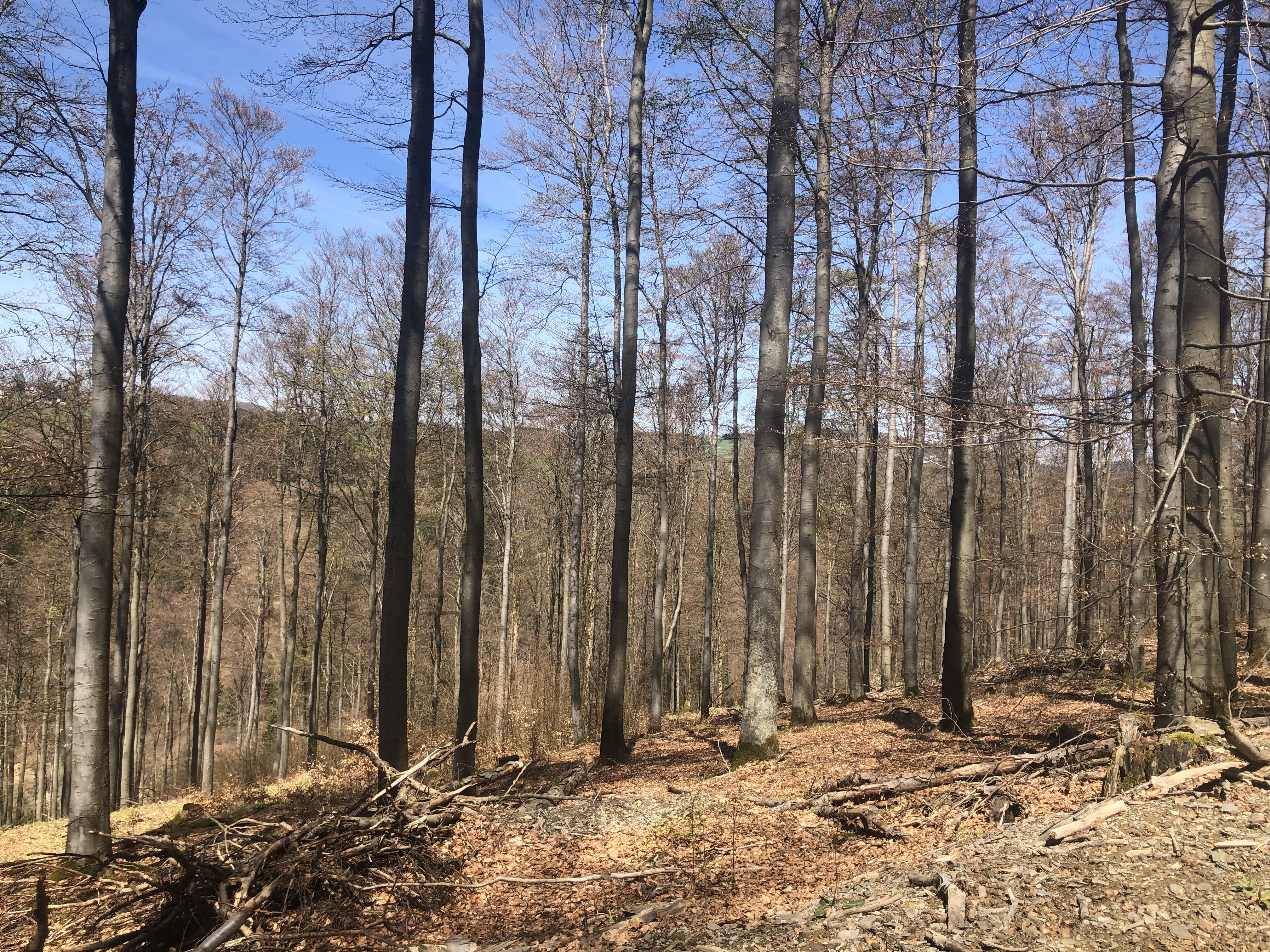

- BK-4816-092. Биотоп пойменной части средней долины ручья Шварценау. Площадь территории 26,7 га. Преобладаю луговые увлажнённые пастбища.
- BK-4816-098. Участок в пределах одного из безымянных притоков верхней части ручья Остербах. Площадь территории 1,1 га. Представляет собой глубоко врезанную узкую долинку с арникой и небольшими участками влажных пастбищ.
- BK-4816-099. Долина ручья Лютцельбах (правого притока Шварценау). Площадь составляет 23,9 га. Представляет ценность из-за больших площадей богатых видами водно-болотных угодий и бедных питательными веществами пастбищ.
- BK-4817-087. Биотоп называется «Бухенвальд Мозелькопф» и расположен рядом с вершиной Мозелькопф. Площадь составляет 4,1 га. Участок букового леса на горном склоне. Бук представлен красным буком (буком европейским). Ранее на этом месте находился прекрасный плотный буковый массив, но после 15-летних лесозаготовок он него осталась только половина. На северных и западных склонах Мозелькопфа имеются старые буки возрастом около 150 лет. Вырубленные участки заняты кустарниками, местами с папоротниками.
- BK-4817-088. Биотоп в верхней части ручья Шварценау площадью 3,4 га. Сильно заболоченная узкая долина, заросшая ольховником.